# 馬萊博湖
馬萊博湖（又称恩戈比拉湖，法语： 或斯坦利潭）是刚果河下游的湖泊，位于刚果民主共和国与刚果共和国之间，湖畔西北边有布拉柴维尔，对岸是金沙萨。湖中有姆巴穆岛（île Bamou，又作 ）。
刚果河在马莱博湖以下是李文斯頓瀑布，瀑布过大落差阻断河上船只航行，马莱博湖便是刚果河最后可航行的一段。

## 名字
马莱博湖旧称斯坦利潭，是以19世纪英裔美籍探险家与记者亨利·莫顿·史丹利命名。后来改名为马莱博湖。
“马莱博”来自当地方言 lilebo一字的复数malebo（意为“糖棕”，学名Borassus flabellifer），
此名得自于湖畔和湖中岛屿间所茂盛的糖棕树林。而湖名中的一字却源自英语，本意为“水池”或“水潭”。
另外，在殖民时代以前，当地人称此湖为Nkunda。